# Whanganui Inlet (Tasman)
Das Whanganui Inlet, in älteren Publikationen noch Westhaven, West Haven, West Haven Inlet oder West Wanganui Inlet genannt, ist ein Gewässer an der Westküste des Tasman District und im Norden der Südinsel von Neuseeland.

## Geographie
Das Whanganui Inlet befindet sich rund 11,5 km südwestlich von Farewell Spit, einer schmalen Landzunge im äußersten Norden der Südinsel. Das weit verzweigte und flache Küstengewässer erstreckt sich über eine Länge von rund 13 km in Südwest-Nordost-Richtung und misst an seinen breitesten Stellen zwischen 2 km und 3 km. Der Zugang zur Tasmansee besitzt eine Länge von rund 1,7 km, mit einer Breite von rund 1,65 km seeseitig und 850 m zum Inlet hin. Das von den Gezeiten abhängige Inlet bedeckt eine Fläche von 27,41 km² und weist mittlere Tiefen von 2 m bis 3 m auf. Bei einer Springflut können auch Tiefen von bis zu 3,10 m gemessen werden. Die Küstenlänge des Gewässers liegt bei geschätzt um die 80 km.

## Meeresschutzgebiet
Im Jahr 1994 wurde ein Teil des Inlets unter dem Namen Westhaven (Te Tai Tapu) Marine Reserve unter Schutz gestellt. Das Schutzgebiet, das im südwestlichen Teil des Inlets und drei Nebenarmen im südlichen Teil angelegt ist, umfasst eine Fläche von 5,36 km² und ist Teil eines Wildlife Reserve (Naturschutzgebiet), das sich über eine Fläche von 21,12 km² erstreckt.